# 古斯塔夫·博伊维
古斯塔夫·博伊维（瑞典語：Gustaf Boivie，1864年11月27日—1951年1月12日），瑞典男子射击运动员。他曾代表瑞典参加1912年夏季奥林匹克运动会射击比赛，获得男子团体25米小口径步枪金牌。